# Eiga Monogatari
Eiga Monogatari (栄花物語 (Vinh Hoa Vật Ngữ) tạm dịch Truyện Vinh Hoa) là một tác phẩm văn học của Nhật Bản thuộc thể loại monogatari, kể về những sự kiện quan trọng diễn ra trong cuộc đời của Nhiếp chính quan bạch Fujiwara no Michinaga. Nhiều người cho rằng tác phẩm này do một lượng lớn các tác giả sáng tác ra trong khoảng thời gian từ năm 1028 đến năm 1107. Đây được coi là nguồn tư liệu quan trọng và đáng giá về gia tộc Fujiwara, đặc biệt là về Michinaga. Tác phẩm đã được dịch sang tiếng Anh bởi William H. và Helen Craig McCullough vào năm 1980 với tiêu đề A Tale of Flowering Fortunes (tạm dịch: Chuyện Vinh hoa). Nó được coi là bản dịch chuẩn mực và thường được sử dụng làm tư liệu tham khảo. Trong phiên bản kể lại của Fumiko Enchi, tác phẩm còn có tiêu đề khác là "Câu chuyện về thời vinh quang đã mất" (A Tale of False Fortunes).

## Tóm tắt tác phẩm
Trong văn học Nhật Bản, nội dung của thể loại monogatari có liên quan mật thiết đến cuộc sống chốn cung đình, chẳng hạn như tác phẩm Rikkokushi, cũng như các tác phẩm văn xuôi khác như Truyện kể Genji. Tác phẩm đã miêu tả chi tiết cuộc đời cũng như những sự kiện mà Michinaga và gia tộc từng nếm trải cho đến tận lúc ông qua đời. Phần đầu tác phẩm gồm 30 tập truyện, đi sâu vào những chi tiết trong thời gian trị vì của Thiên hoàng Uda kéo dài cho đến khi Michinaga qua đời. Tác phẩm được cho là đã được viết trong khoảng thời gian từ 1028 đến năm 1034 bởi Akazome Emon và/hoặc Fujiwara no Tamenari. Phần hai của tác phẩm chứa 10 tập truyện khác nhau, nói về triều đại của Thiên hoàng Horikawa và tất cả những tập truyện này được gọi chung là zokuhen. Nó thường được quy vào thể loại Idewa no Ben và người ta cho là phần này được viết trong khoảng thời gian từ năm 1092 đến năm 1107. Tác phẩm là tổng hợp đầy đủ của 40 cuộn văn kiện được viết bằng kana, trong đó có chứa nhật ký và ghi chép của các Nữ quan cung đình. Trong đó có đến 28 cuộn văn kiện nói về vai trò của Michinaga trong triều, trong khi 12 chủ đề còn lại đều nói về những thứ khác có liên quan tới nội dung chính của tác phẩm như những khía cạnh khác trong cuộc sống của Michinaga cũng như các thành viên khác trong gia tộc.

## Lịch sử biên soạn
Dựa vào định dạng của cuốn sách mà người ta chia dòng văn bản của tác phẩm thành ba dòng riêng biệt: dòng cổ đại, dòng phổ biến và dòng biến thể.
Các loại văn kiện chính được sử dụng bao gồm Umezawa-bon  và Yōmeibunko-bon (thuộc dòng cổ đại); Nishihonganji-bon, Kokatsuji-bon, Meirekikan-bon, và Eirikyūkanshōshutsu-bon (dòng phổ biến); và Tomioka-bon (dòng biến thể).
Trong số các văn kiện ấy có Umezawa-bon là bản chép tay hoàn chỉnh lâu đời nhất, được chép lại vào giữa thời kỳ Kamakura, sau đó đã được mua lại bởi Sanjōnishi Sanetaka và được truyền lại cho con cháu của ông. Nó đã được công nhận là Quốc bảo vào năm 1935 theo quy định hiện hành về việc Bảo vệ Bảo vật Quốc gia. Nó lại được công nhận một lần nữa vào năm 1955 theo Luật Bảo vệ tài sản văn hóa. Văn kiện này là một sự kết hợp hoàn hảo giữa Ōgata-bon (bản chép tay của tác phẩm vào giữa thời kỳ Kamakura, được chép lại cho đến cuốn thứ 20) và Masugata-bon (bản chép lại đầu thời kỳ Kamakura kéo dài cho đến cuốn thứ 40). Các chi tiết về việc Sanetaka mua lại bản chép tay này đã được trình bày cụ thể trong các văn bản được viết vào vào ngày thứ tư và thứ tám của tháng thứ mười một năm Eishō thứ 8 (1509). Văn kiện Umezawa-bon đã được sử dụng làm hình mẫu văn bản chuẩn mực cho những ấn phẩm xuất bản khác như Iwanami bunko, Nihon koten bungaku taikei và Shinpen nihon koten bungaku zenshū.

## Danh sách chương truyện
Bản dịch tiếng Anh được đề cập ở đây được lấy từ bản dịch 30 chương đầu tiên của Helen và William McCullough và từ bản dịch trực tuyến của Takeshi Watanabecho phần chương zokuhen. Những ấn phẩm tiếng Nhật đều được lấy từ Nihon koten bungaku zenshū.
| Chương truyện | Tên nguyên gốc                                           | Bản dịch của McCullough                                                          | Bản dịch của Watanabe                                                                               |
| ------------- | -------------------------------------------------------- | -------------------------------------------------------------------------------- | --------------------------------------------------------------------------------------------------- |
| 01            | Tsuki no en (月の宴)                                     | "The Moon-Viewing Banquet" (Tiệc thưởng trăng)                                   | |
| 02            | Kazan tadzunuru chūnagon (花山たづぬる中納言)            | "The Middle Counselor's Quest at Kazan" (Nhiệm vụ của vị quan tầm trung ở Kazan) | |
| 03            | Samazama no yorokobi (さまざまのよろこび)                | "Joyous Events" (Những việc gây hứng thú)                                        | |
| 04            | Miwatenu yume (みはてぬ夢)                               | "Unfinished Dreams" (Giấc mộng không thành)                                      | |
| 05            | Uraura no wakare (浦々の別れ)                            | "The Separation of the Brothers" (Huynh đệ phân ly)                              | |
| 06            | Kakayaku fujitsubo (かかやく藤壺)                        | "Radiant Fujitsubo" (Fujitsubo rực rỡ)                                           | |
| 07            | Toribeno (鳥辺野)                                        | "Toribeno"                                                                       | |
| 08            | Hatsu hana (はつ花)                                      | "First Flower" (Đóa hoa đầu tiên)                                                | |
| 09            | Iwakage (いわかげ)                                       | "Iwakage"                                                                        | |
| 10            | Hikage no katsura (日蔭のかつら)                         | "Cord Pendants" (Mặt dây chuyền)                                                 | |
| 11            | Tsubomi hana (つぼみ花)                                  | "The Budding Flower" (Nụ hoa chớm nở)                                            | |
| 12            | Tama no muragiku (玉のむら菊)                            | "Clustered Chrysanthemums" (Chùm hoa cúc)                                        | |
| 13            | Yūshide (ゆふしで)                                       | "Paper-Mulberry Strips" (Dải giấy dâu tầm)                                       | |
| 14            | Asamidori (浅緑)                                         | "Pale Blue" (Màu lam nhạt)                                                       | |
| 15            | Utagai (うたがひ)                                        | "Doubts" (Mối nghi)                                                              | |
| 16            | Moto no shizuku (もとの雫)                               | "A Drop of Moisture from a Stalk" (Một giọt hơi ẩm từ thân cây)                  | |
| 17            | Ongaku (音楽)                                            | "Music" (Âm nhạc)                                                                | |
| 18            | Tama no utena (玉の台)                                   | "The Mansion of Jade" (Dinh thự Ngọc bích)                                       | |
| 19            | Onmogi (御裳着)                                          | "The Putting On of the Train" (Đi lên chuyến tàu)                                | |
| 20            | Ōmuga (御賀)                                             | "The Longevity Celebration" (Lễ Chúc thọ)                                        | |
| 21            | Nochikui no taishō (後くゐの大将)                        | "The Major Captain's Regrets" (Sự hối tiếc của ngài Đại tướng)                   | |
| 22            | Tori no mai (とりのまひ)                                 | "Dance of the Birds" (Điệu múa cánh chim)                                        | |
| 23            | Komakurabe no gyōgō (こまくらべの行幸)                   | "An Imperial Visit to the Horse Races" (Ngự giá trường đua)                      | |
| 24            | Wakabae (わかばえ)                                       | "The Young Shoot" (Chồi non)                                                     | |
| 25            | Mine no tsuki (みねの月)                                 | "Moon Over the Peaks" (Trăng lên đỉnh núi)                                       | |
| 26            | Soō no yume (楚王の夢)                                   | "The Dream of the King of Ch'u" (Giấc mộng Chu vương)                            | |
| 27            | Koromo no tama (ころもの玉)                              | "The Jewel in the Robe" (Ngọc cài trên áo)                                       | |
| 28            | Wakamidzu (わかみづ)                                     | "New Water" (Nước mới)                                                           | |
| 29            | Tama no kazari (玉のかざり)                              | "Jeweled Decorations" (Đồ trang trí bằng đá quý)                                 | |
| 30            | Tsuru no hayashi (鶴の林)                                | "Crane Grove" (Rừng hạc)                                                         | |
| 31            | Tenjō no hanami (殿上の花見)                             |                                                                                  | "The Flowering-Viewing Excursion of the Nobles" (Quý tộc du ngoạn thưởng hoa)                       |
| 32            | Uta-awase (歌あはせ)                                     |                                                                                  | "The Poetry Contest" (Đấu trường thi ca)                                                            |
| 33            | Kiru wa wabishi to nageku nyōbō (きるはわびしと嘆く女房) |                                                                                  | "The Grieving Attendant" (Người hầu cận sầu đau)                                                    |
| 34            | Kure matsu hoshi (暮まつ星)                              |                                                                                  | "The Star that Awaits the Night" (Ngôi sao đợi đêm tới)                                             |
| 35            | Kumo no furumai (蜘蛛のふるまひ)                         |                                                                                  | "The Spider's Antics" (Trò hề của Nhện)                                                             |
| 36            | Ne-awase (根あはせ)                                      |                                                                                  | "The Root-Matching Contest" (Cuộc thi ghép gốc cây)                                                 |
| 37            | Keburi no ato (けぶりの後)                               |                                                                                  | "After the Smoke" (Sau điếu thuốc)                                                                  |
| 38            | Matsu no shidzu e (松のしづ枝)                           |                                                                                  | "The Pines' Long Branches" (Cành thông dài)                                                         |
| 39            | Nunobiki no taki (布引の滝)                              |                                                                                  | "Like a Cloth Unfurled-The Nunobiki Waterfall" (Như một tấm vải trải ra - Ấy là thác nước Nunobiki) |
| 40            | Murasakino (紫野)                                        |                                                                                  | "Murasakino"                                                                                        |